# Valdecuenca
Valdecuenca – gmina w Hiszpanii, w prowincji Teruel, w Aragonii, o powierzchni 18,64 km². W 2011 roku gmina liczyła 56 mieszkańców.